# Arthur Schwartz

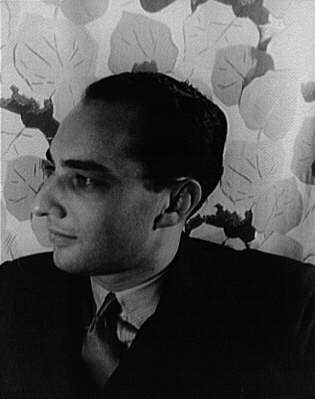
Arthur Schwartz, Foto aus dem Jahr 1933 von Carl Van Vechten

Arthur Schwartz (* 25. November 1900 in Brooklyn, New York; † 3. September 1984 in Kintnersville, Pennsylvania) war ein amerikanischer Unterhaltungsmusik-Komponist. Er arbeitete mit Howard Dietz zusammen und komponierte mit ihm Jazzstandards wie Dancing in the Dark, Alone Together und You and the Night and the Music.

## Leben
Schon bevor Arthur Schwartz seine Laufbahn als Rechtsanwalt aufgab, veröffentlichte er Songs. 1926/27 liefen seine ersten beiden Broadway-Shows (darunter The New Yorkers, nicht zu verwechseln mit der Cole Porter Show von 1930). Zudem bestärkten ihn Bekannte wie Lorenz Hart und George Gershwin in dem Entschluss in das Unterhaltungsmetier zu wechseln.
Ende der 1920er Jahre begann Schwartz’ Kooperation mit dem Texter Howard Dietz, in welcher schließlich die erfolgreichsten Werke beider Songwriter entstanden. Ihr wohl bekanntestes Musical The Band Wagon wurde 1931 aufgeführt; daraus stammt einer ihrer populärsten Songs, Dancing in the Dark. Während der Weltwirtschaftskrise, Anfang der 1930er Jahre, begann Schwarz wie viele andere Songwriter für Film und Radio zu komponieren. Er produzierte jedoch zusammen mit Dietz, später auch mit Dorothy Fields, weiter Bühnenmusicals für den Broadway.
1940 ging Schwartz nach Hollywood. Dort arbeitete er z. B. mit Frank Loesser für den Musical-Film Thank Your Lucky Stars. Als Filmproduzent war er beteiligt an den Filmen Es tanzt die Göttin (1944) und Tag und Nacht denk’ ich an Dich (1946). 1946 kehrte er für eine Zusammenarbeit mit Ira Gershwin wieder nach New York zurück, wo er dann bis Anfang der 1960er Jahre tätig blieb. Inside U.S.A. (1948) zusammen mit Dietz und By the Beautiful Sea (1954) mit Dorothy Fields wurden noch einmal zu Broadway-Hits.
1944 war er zusammen mit Frank Loesser für den Song They’re Either Too Young or Too Old aus dem Film Thank Your Lucky Stars für den Oscar nominiert. 1948 folgte für den Song A Gal in Calico eine zweite Oscarnominierung.
Für die Verfilmung von The Band Wagon schrieb das Paar Schwartz/Dietz die zusätzliche Nummer That’s Entertainment – der zu ihrem berühmtesten Schlager wurde. Das Duo arbeitete bis 1963 (Jennie) zusammen; dann zwang die Parkinson-Erkrankung Howard Dietz zum Aufhören; Dietz starb 1983, Schwartz ein Jahr später in London.

## Werke

### Musicals

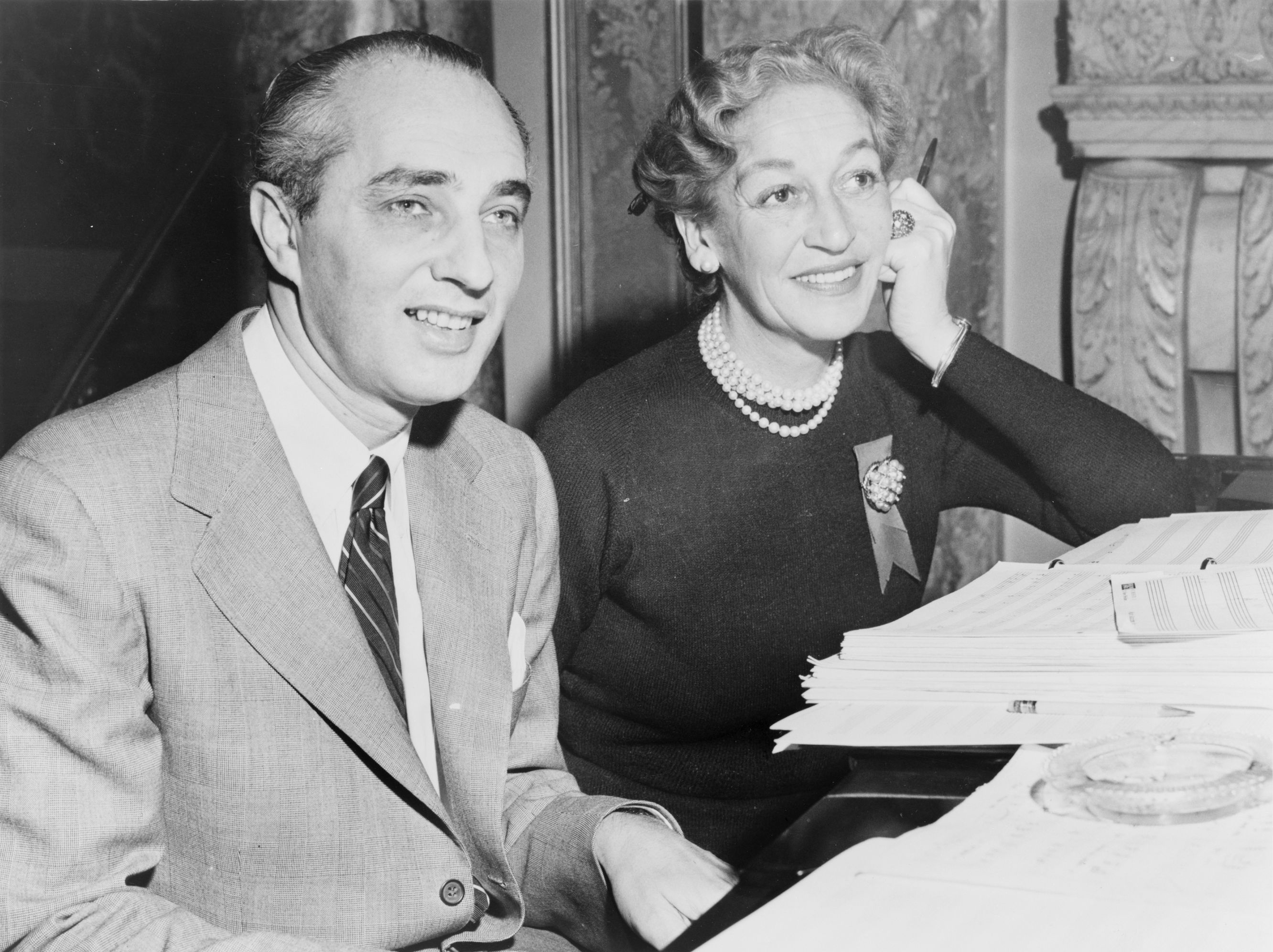
Arthur Schwartz mit Dorothy Fields bei den Arbeiten zu A Tree Grows in Brooklyn (1951)

- 1929: The Little Show mit Howard Dietz
- 1930: Three’s a Crowd mit Howard Dietz
- 1931: The Band Wagon mit Howard Dietz – Verfilmung 1953
- 1932: Flying Colors mit Howard Dietz
- 1934: Revenge With Music mit Howard Dietz
- 1935: At Home Abroad mit Howard Dietz
- 1937: Virginia mit Albert Stillman
- 1937: Between the Devil mit Howard Dietz
- 1939: Stars in your Eyes mit Dorothy Fields
- 1946: Park Avenue mit Ira Gershwin
- 1948: Inside U.S.A. mit Howard Dietz
- 1951: A Tree Grows in Brooklyn mit Dorothy Fields
- 1954: By the Beautiful Sea mit Dorothy Fields
- 1961: The Gay Life mit Howard Dietz
- 1963: Jennie mit Howard Dietz

### Musical-Filme
- 1943: Thank Your Lucky Stars mit Frank Loesser
- 1946: Der Himmel voller Geigen (The Time, the Place and the Girl) mit Leo Robin
- 1949: Dancing in the Dark